# レディバード (砲艦)

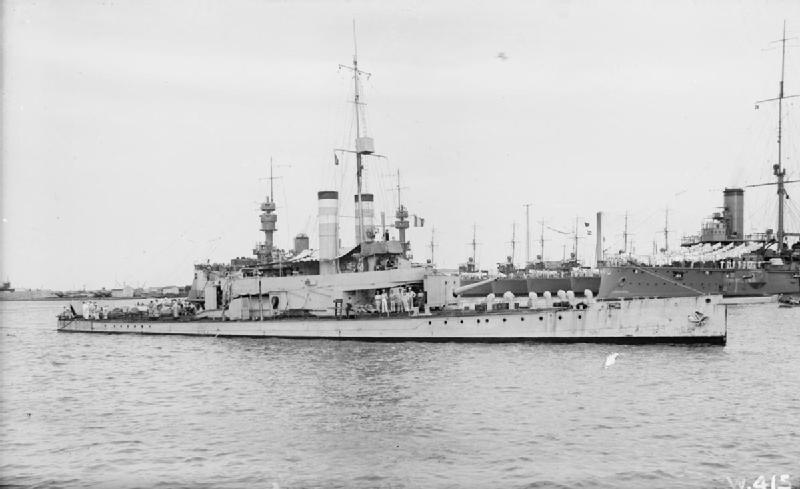
右舷から撮影された「レディバード」（1917年、ポートサイド）

レディバード (HMS Ladybird) は、イギリス海軍のインセクト級砲艦。艦名の「レディバード」は英語でテントウムシのことである。1916年に建造され、はじめドナウ川に配備されたが、後に中国に移動され、揚子江で活動していた。
1937年12月12日早朝、日中戦争の南京攻略戦の際、撤退する国民党軍の船団の中にいたため、日本軍が中国籍の船と誤認して砲撃し、「レディバード」と同型艦の「ビー」に被害を与えた。日本側はイギリスに陳謝した。

## レディバード号事件
1937年12月12日早朝、「敵の大型船5隻、敗残兵を満載して上流に向かって逃走中」という報を受け、野戦重砲兵第13連隊(橋本欣五郎大佐)は、朝霧の中、船団を射撃したが、その中に本艦が含まれていた。
松井石根大将の宣誓口述書によると「12月11日頃、中国軍は大小の船舶に乗じて揚子江を退却中にして、中には偽りに外国国旗を掲揚するもの少なからざりしにより、第10軍司令官・柳川中将は退却兵を乗せたる船舶はこれを砲撃すべしと命じたる…。橋本大佐は12日朝、濃霧中揚子江を航行中の数隻を認め、これを砲撃したるに、たまたまその中にレディバード号ありたりとのことなり」

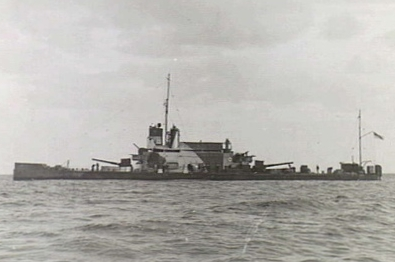
「レディバード」（1940年12月31日、バルディア沖）

その後地中海に移され、バルディア砲撃やアブステンション作戦などに参加した。
1941年5月12日にトブルクで空襲にあい、ドイツ軍のJu 87急降下爆撃機の攻撃で損傷して着底したが、艦の上部は海面から出ていたため、その後も7.6cm砲やポンポン砲が対空砲として利用された。